# غاستون روسو
غاستون روسو (بالفرنسية: Gaston Rousseau)‏ ولد بتاريخ 15 يوليو 1925 في المانش، فرنسا، هو دراج فرنسي سابق.

## روابط خارجية
- غاستون روسو على موقع أرشيف الدراجات (الإنجليزية)
- غاستون روسو على موقع إحصائيات الدراجات الإحترافية (الإنجليزية)